# Carla Hidalgo
Carla Hidalgo (Madrid, 15 de Março de 1973), é uma modelo, atriz e apresentadora de televisão espanhola.

## Descrição
Começou como atriz em filmes como Muertos de risa, de Álex de la Iglesia. Em 1999 foi chamada na televisão pela Telecinco para apresentar o programa magazine Nosolomusica.
Em 2000 ela avia sido co-apresentadora da gala Miss Espanha ao lado de Esther Arroio e Jaime Bores. Carla já participou em várias apresentações cinemática inclusive teatro.
Em 8 de janeiro de 2014   deu a luz um filho,  fruto da sua relação com o produtor Ismael Guijarro 
Voltou na televisão em 2014 apresentando o programa Rota 179 junto de Santi Deita. No mesmo ano foi portada pela Revista Interviú.

## Programas de televisão
| Programa                | Ano                  | Canal                      |
| ----------------------- | -------------------- | -------------------------- |
| Nosolomúsica            | 1999-2000            | Telecinco                  |
| Despega como puedas     | 2001-2003            | Telemadrid                 |
| Metro a Metro           | 2004-2006            | Telemadrid                 |
| Mi calle                | 2005                 | Telemadrid                 |
| Atractiva-t             | 2004-2008            | Cosmopolitan Televisión    |
| PokerStars              | 2009                 | La Sexta                   |
| Duende Joven            | 2010                 | Canal Extremadura          |
| Ganing Casino           | 2012                 | Neox e Nitro               |
| La Tarde con Carla      | 2012-2013            | Castilla e León Televisión |
| Splash! Famosos al agua | 2013                 | Antena 3                   |
| Ruta 179                | 2014 - em atualidade | Telemadrid                 |
| Mi calle                | 2014                 | Telemadrid                 |

## Séries de televisão

### Papéis mantidos
| Ano  | Título          | canal      | Personagem |
| ---- | --------------- | ---------- | ---------- |
| 2002 | Living Lavapiés | Telemadrid | Estela     |
| 2006 | Tirando a dar   | Telecinco  | Lidia      |

### Papéis esporádicos
| Série              | canal     | Personagem           |
| ------------------ | --------- | -------------------- |
| La que se avecina  | Telecinco | Marta "Gigi Diamond" |
| El comisario       | Telecinco | Cecilia Trujillo     |
| 7 vidas            | Telecinco | Sandra               |
| Un Millán de cosas | Telecinco |                      |
| Manos a la obra    | Antena 3  | Marisa               |
| A las once en casa | La 1      |                      |
| Tío Willy          | La 1      |                      |

## Filmes
| Ano  | Título                                                 | Diretor                              |
| ---- | ------------------------------------------------------ | ------------------------------------ |
| 2010 | Clara no es nombre de mujer                            | Pepe Carbajo                         |
| 2001 | Soberano, el rey canalla (curta-metragem publicitário) | Miguel Bardem                        |
| 2001 | Tuno negro                                             | Pedro L. Barbero y Vicente J. Martín |
| 1999 | Muertos de risa                                        | Álex de la Iglesia                   |
| 1998 | Papá Piquillo                                          | Álvaro Sáenz de Heredia              |
| 1997 | Brácula: Condemor II                                   | Álvaro Sáenz de Heredia              |

## Teatro
- Las novias de Travolta (2011).
- Mi cajita de música (2013).[9]
- Un espíritu burlón (2015)
- Los 10 negritos (2015)